# ひかりれお
ひかり れおは、日本のAV女優。アーティカル所属。
身長:155cm。スリーサイズ:B83(C-65)・W57・H85cm。

## 略歴・人物
2010年に「沢村サリナ（さわむら さりな）」としてデビューした黒ギャル系AV女優である。所属事務所はマークスジャパン。この頃のプロフィールは、1991年1月6日生まれ、出身地:東京都、血液型:O型、身長:159cm、スリーサイズ:B80(C-70)・W59・H85cmであった。
その後、現在の所属事務所であるアーティカルに移籍し、2010年10月より「ひかりれお」に改名し活動を継続している。

## 出演作品

### アダルトビデオ

#### 「沢村サリナ」名義
- VAMPIRE/LEMONADE 10 （2010年4月4日、デジタルアーク）
- ギャルで生意気な妹の部屋は溜まり場になっていて妹や仲間たちにパシリにされている僕は頭にきたので部屋を隠し撮りしてみると… （2010年5月1日、DOC）…共演:種村美咲、大崎マリナ
- kira☆kira BLACK GAL SPECIAL 〜BEER GAL☆HARLEM大乱交〜 （2010年5月19日、kira☆kira）…共演:華希れん、愛菜りな、梅宮リナ、新垣セナ
- ザ・ギャルナン Vol.33 （2010年5月20日、グローリークエスト）他出演:愛内まほ、七瀬歩、安西ちか、花凛、武藤クレア
- なまゲッChuで、ぎゃるゲッChu。 8 （2010年6月2日、プレステージ）
- ローリングフェラチオMASTER Vol.4（2010年6月19日、kira☆kira）他出演:泉麻那、MOKA、華希れん、愛菜りな、RUMIKA、桜りお、桜庭ハル、武藤クレア、泉結愛、榎本らん、梅宮リナ、愛音ゆう、新垣セナ、もりとまりな
- VANILLA 24 小麦ちゃんのお尻 （2010年7月7日、プレステージ）
- お持ち帰りナンパ 意識の薄れた泥酔オンナ （2010年7月10日、ホットエンターテイメント）オムニバス作品
- 女子コーセーの極エロ丸見え正常位 （7月16日、セックスエージェント）他出演:大沢美加、泉麻那、武藤クレア、RUMIKA、早乙女らぶ、直嶋あい、鈴木なつ、中野ひなた、小谷ちあき、このは、椿まひる、桃井りん、一条命、愛音ゆり、結輝レイ、尾上ライナ
- 高額バイト 11 黒くて恥ずかしがり屋で電マで白目むいて感じまくるガソリンスタンド店員サリナに手と口で1回、セックスで2回ヌイてもらったり、拘束してイジメました。 （2010年7月19日、ドグマ）
- WATER POLE 95　（2010年7月23日、プレステージ）
- ギャル校生 #19 （2010年7月23日、プレステージ）
- 超激カワGAL限定! 過激でHなレズナンパ （2010年8月1日、ヴィ）他出演:艶堂しほり
- 極エロJK勢揃い!! 超ギャル女子学園!!! （2010年8月5日、GARCON）共演:桜りお、武藤クレア、相沢えみり、月城ひとみ、浅見純、八神れおん、南あやか、須真杏里、尾上ライナ
- 残酷放尿地獄 ～小便をぶちまけて馬鹿笑いする黒ギャル～ （2010年9月5日、フリーダム）…共演:桜りお、星崎キララ、月嶋美唯、遥美結、秋月みなみ
- PINK BUTTERFLY 01 （2010年9月8日、ONEMORE）…共演:武藤クレア
- 私は痴女 第64報告書 どスケベだなんて言わないで （2010年9月10日、クリスタル映像）他出演:水樹ねね、加賀美セリナ、高倉舞、琴音ゆめ、泉晴香
- GAL Junkie 20 沢村サリナ 美脚黒ギャルの粗チン逆レイプ （2010年9月25日、ケラ工房）
- 洗ってないマ○コを嫌という程男に舐めさせる黒ギャル（2010年10月5日、フリーダム）…共演:桜りお、星崎キララ、月島美唯、遥美結、秋月みなみ
- 黒ギャルの悪ノリ本気金蹴り 2 （2010年10月5日、フリーダム）共演:桜りお、星崎キララ、月嶋美唯、遥美結、秋月みなみ
- 黒GAL ディープスロート （2010年10月25日、アロマ企画）他出演:尾上ライナ、ひなのりく
- 気狂い寸止め手コキ 2 （2010年11月19日、セックスエージェント）他出演:榊なち、弘前亮子、煌芽木ひかる、八神れおん、河純ひなみ、羽月希
- 恥じらいのあしのうら vol.3 （2010年12月5日、フリーダム）他出演:桜りお、月島美唯、原沢さな、田上まきえ、みはる雫、宮崎由麻、遥美結、秋月みなみ、仁村幸代、芹川レイラ、皐月りぼん、倉谷かほ、星崎キララ、内田真由、管野しずか、速水静音、東尾淳子、小西レナ ほか